# Тарновський Олександр Анатолійович
Олекса́ндр Анатолійович Тарновський (3 липня 1958 —1 вересня 2007, Юрівка (Києво-Святошинський район)— лавреат міжнародних конкурсів архітектурно-художніх проєктів (Україна, Німеччина, Польща, Азербайджан, Туркменістан, США). Дипломат конкурсу «BIENALE» карикатури. Його роботи живопису і графіки прикрашають приватні колекції в Голландії, Італії, США, Канаді, Польщі, Німеччині, Україні.

## Творчість
Український сучасний художник за своє коротке життя він створив десятки архітектурно-художніх проєктів і 23 картини. Сім його картин визнані світовими шедеврами. Писав у неповторному особистому стилі, названим ним «шпаринізм». Його полотна, немов старина часу: павутина найтонших шпарин по всьому простору, мозаїчність, ніби створені з осколків. Кожна з картин — окремий всесвіт. Фантазійні замки, міста-блюзи і променистий захід — «тріщина між світами». Олійні фарби в повну силу кольору звучань на його полотнах. Нова стилізовано-мозаїчна манера створення пейзажів передає радісне, наповнене сонячним світлом оптимістичне сприйняття життя і Всесвіту в XXI столітті. На картині «Куполи» він зобразив золоті куполи православного храму на тлі тріангуляції простору. А на картині «Динаміка Природи» представлена «частина центру Всесвіту» — її обертання навколо «чакри Всесвіту», подібно до того, як круговорот речовин в тілі людини відбувається завдяки серцю.  Олександр Анатолійович створив чимало ювелірних прикрас, працюючи у київському ювелірному класичному Домі «Лобортас».
Олександр Анатолійович Тарновський загинув 1 вересня 2007 року, в Дніпрі, рятуючи дитину. Похований на сільському цвинтарі поруч з матір'ю.

## Проєкти, будівлі
- Храм св. Дмитрія Солунського (Юрівка (Києво-Святошинський район))